# 止揚学園
止揚学園（しようがくえん）は、滋賀県東近江市佐野町にある知能に重い障がいをもつ人たちの支援施設。

## 概要
- 1962年8月26日、止揚学園は福井達雨によって、現在の滋賀県東近江市近江八幡市の廃寺を改造し園児5名・職員３名にて創立された。施設名に含まれる止揚とは障がいのある者とない者がぶつかり合って新しい世界を生み出していきたいとの発想から、この学園の名称として選ばれたものである。本施設の理念の根幹にはキリスト教の倫理観が強く根付いている。
- 1966年5月1日、入園者が増加したため、現在の滋賀県東近江市佐野町へ移転する。
- 2012年9月29日、創立50周年を迎え、翌2013年10月に創立50周年記念式典が行われた。
- 日航ジャンボ機墜落事故で亡くなった坂本九も生前に訪れている。